# Pachnoda fromenti
Espèce
Pachnoda fromenti est une espèce africaine d'insectes coléoptères de la sous-famille des Cetoniinae (famille des Scarabaeidae).

## Régime alimentaire
Comme chez les autres cétoines, la larve de Pachnoda fromenti vit dans le bois mort (terreau ou bois décomposé). Les adultes se nourrissent de matière végétale (pollens, fruits).

## Systématique
Le nom valide complet (avec auteur) de ce taxon est Pachnoda fromenti Rigout (d), 1981.